# Festival di Cannes 1991
La 44ª edizione del Festival di Cannes si è svolta a Cannes dal 9 al 20 maggio 1991.
La giuria presieduta dal regista polacco Roman Polański ha assegnato la Palma d'oro per il miglior film a Barton Fink - È successo a Hollywood di Joel Coen. Lo stesso film vinse anche i premi per la migliore regia e interpretazione maschile: dall'edizione successiva ciò fu reso impossibile dal regolamento.
È stato inaugurato un nuovo appuntamento, divenuto in seguito abituale, la Lezione di cinema. La prima lezione, tenuta da Francesco Rosi e presentata da Jean-Claude Carrière, si è svolta il 14 maggio 1991.

## Selezione ufficiale

### Concorso
- Il passo sospeso della cicogna (To meteoro vima tou pelargou), regia di Theodoros Angelopoulos (Francia/Grecia/Italia/Svizzera)
- Bix, regia di Pupi Avati (Italia)
- La vita sospesa (Hors la vie), regia di Maroun Bagdadi (Belgio/Francia/Italia)
- Lune froide, regia di Patrick Bouchitey (Francia)
- La noce, regia di Joëlle Bouvier e Regis Obadia (Francia)
- La vita appesa a un filo (Bian zou bian chang), regia di Chen Kaige (Cina/Germania/Gran Bretagna)
- La vie selon Luc, regia di Jean-Paul Civeyrac (Francia)
- Barton Fink - È successo a Hollywood (Barton Fink), regia di Joel Coen (USA)
- Rabbia ad Harlem (A Rage in Harlem), regia di Bill Duke (Gran Bretagna/USA)
- La carne, regia di Marco Ferreri (Italia)
- Anna Karamazoff, regia di Rustam Chamdamov (Unione Sovietica/Francia)
- La doppia vita di Veronica (La double vie de Véronique), regia di Krzysztof Kieślowski (Francia/Polonia/Norvegia)
- Jungle Fever, regia di Spike Lee (USA)
- Il portaborse, regia di Daniele Luchetti (Italia/Francia/Spagna)
- Homicide, regia di David Mamet (USA)
- Van Gogh, regia di Maurice Pialat (Francia)
- La bella scontrosa (La belle noiseuse), regia di Jacques Rivette (Francia/Svizzera)
- Malina, regia di Werner Schroeter (Germania/Austria)
- L'assassino dello zar (Tsareubiytsa), regia di Karen Shakhnazarov (Unione Sovietica/Gran Bretagna)
- Europa, regia di Lars von Trier (Danimarca/Svezia/Francia/Germania/Svizzera)
- Indiziato di reato (Guilty by Suspicion), regia di Irwin Winkler (Francia/USA)

### Fuori concorso
- Le film du cinéma suisse, regia di Jean-François Amiguet, Renato Berta, Augusta Forni, Jürg Hassler, Markus Imhoof, Federico Jolli, Alain Klarer, Thomas Koerfer, Michel Soutter, Jacqueline Veuve (Svizzera)
- Che vita da cani! (Life Stinks), regia di Mel Brooks (USA)
- L'ultima tempesta (Prospero's Books), regia di Peter Greenaway (Francia/Paesi Bassi/Gran Bretagna/Giappone)
- A letto con Madonna (Madonna: Truth or Dare), regia di Alek Keshishian e Mark Aldo Miceli (USA)
- Rapsodia in agosto (Hachi-gatsu no kyôshikyoku), regia di Akira Kurosawa (Giappone)
- Thelma & Louise, regia di Ridley Scott (USA)
- Garage Demy (Jacquot de Nantes), regia di Agnès Varda (Francia)

### Un Certain Regard
- Viaggio all'inferno (Hearts of Darkness: A Filmmaker's Apocalypse), regia di Fax Bahr e George Hickenlooper (USA)
- Arrivederci, straniera (Lebewohl, Fremde), regia di Tevfik Baser (Germania)
- Holidays on the River Yarra, regia di Leo Berkeley (Australia)
- A Captive in the Land, regia di John Berry (Unione Sovietica/USA)
- Ta Dona, regia di Adama Drabo (Mali/Francia)
- L'entraînement du champion avant la course, regia di Bernard Favre (Francia)
- Halálutak és angyalok, regia di Zoltán Kamondi (Ungheria)
- Sango Malo, regia di Bassek Ba Kobhio (Burkina Faso/Burkina Faso)
- Pogrzeb kartofla, regia di Jan Jakub Kolski (Polonia)
- Ucieczka z kina "Wolnosc", regia di Wojciech Marczewski (Polonia)
- Ystävät, toverit, regia di Rauni Mollberg (Finlandia/Svezia)
- Perekhod tovarishcha Chkalova cherez severnyy polyus, regia di Maksim Pezhemsky (Russia)
- La mujer del puerto, regia di Arturo Ripstein (Messico)
- L'île au trésor, regia di Raoul Ruiz (Francia/Gran Bretagna/USA)
- Mest, regia di Yermek Shinarbayev (Unione Sovietica)
- Dar kouchehay-e eshq, regia di Khosrow Sinai (Iran)
- Boyz n the Hood - Strade violente (Boyz n The Hood), regia di John Singleton (USA)
- Ishanou, regia di Aribam Syam Sharma (India)
- Yumeji, regia di Seijun Suzuki (Giappone)
- Laada, regia di Drissa Toure (Burkina Faso)

## Settimana internazionale della critica
- La Vie des morts, regia di Arnaud Desplechin (Francia)
- Robert's Movie, regia di Canan Gerede (Turchia)
- Young Soul Rebels, regia di Isaac Julien (Gran Bretagna/Francia/Germania/Spagna)
- Diaby, diably, regia di Dorota Kędzierzawska (Polonia)
- Liquid Dreams, regia di Mark S. Manos (USA)
- Sam & Me, regia di Deepa Mehta (Canada)
- Trumpet#7, regia di Adrian Velicescu (USA)
- Laafi (Laafi - Tout va bien), regia di S. Pierre Yameogo (Burkina Faso/Svizzera)

## Quinzaine des Réalisateurs
- Gioiello di famiglia (Chichkhan), regia di Mahmoud Ben Mahmoud e Fahdel Jaibi (Francia/Tunisia)
- Annabelle partagée, regia di Francesca Comencini (Francia)
- Il perito (The Adjuster), regia di Atom Egoyan (Canada)
- Une histoire inventée, regia di André Forcier (Canada)
- Caldo soffocante, regia di Giovanna Gagliardo (Italia)
- Il cuore nero di Paris Trout (Paris Trout), regia di Stephen Gyllenhaal (USA)
- Ovo malo duse, regia di Ademir Kenović (Jugoslavia)
- És mégis..., regia di Zsolt Kézdi-Kovács (Ungheria)
- La casa delle brave donne (Rebro Adama), regia di Vyacheslav Krishtofovich (Unione Sovietica)
- Riff Raff - Meglio perderli che trovarli (Riff-Raff), regia di Ken Loach (Gran Bretagna)
- Disperso in Siberia (Zateryannyy v Sibiri), regia di Aleksandr Mitta (Unione Sovietica/Gran Bretagna)
- Istantanee (Proof), regia di Jocelyn Moorhouse (Australia)
- Danzón, regia di María Novaro (Messico/Spagna)
- Lupo solitario (The Indian Runner), regia di Sean Penn (USA/Giappone)
- The Cabinet of Dr. Ramirez, regia di Peter Sellars (Francia/Germania/USA/Gran Bretagna)
- Toto le Héros, regia di Jaco van Dormael (Francia/Belgio/Germania)
- O Drapetis, regia di Lefteris Xanthopoulos (Grecia)

## Giurie

### Concorso
- Roman Polański, regista (Polonia) - presidente
- Férid Boughedir, regista (Tunisia)
- Whoopi Goldberg, attrice (USA)
- Margaret Ménégoz, produttrice (Francia)
- Natalya Negoda, attrice (Russia)
- Alan Parker, regista (Gran Bretagna)
- Jean-Paul Rappeneau, regista (Francia)
- Hans Dieter Seidel, critico (Germania)
- Vittorio Storaro, direttore della fotografia (Italia)
- Vangelis, compositore (Grecia)

### Caméra d'or
- Geraldine Chaplin, attrice (USA) - presidente
- Jan Aghed, giornalista (Svezia)
- Didier Beaudet (Francia)
- Gilles Colpart, critico (Francia)
- Roger Kahane, regista (Francia)
- Fernando Lara, cinefilo (Spagna)
- Eva Sirbu, giornalista (Romania)
- Myriam Zemmour, cinefilo Francia)

## Palmarès
- Palma d'oro: Barton Fink - È successo a Hollywood (Barton Fink), regia di Joel Coen (USA)
- Grand Prix Speciale della Giuria: La bella scontrosa (La belle noiseuse), regia di Jacques Rivette (Francia/Svizzera)
- Premio della giuria: Europa, regia di Lars von Trier (Danimarca/Svezia/Francia/Germania/Svizzera) ex aequo La vita sospesa (Hors la vie), regia di Maroun Bagdadi (Belgio/Francia/Italia)
- Prix d'interprétation féminine: Irène Jacob - La doppia vita di Veronica (La double vie de Véronique), regia di Krzysztof Kieślowski (Francia/Polonia/Norvegia)
- Prix d'interprétation masculine: John Turturro - Barton Fink - È successo a Hollywood (Barton Fink), regia di Joel Coen (USA)
- Premio per la migliore interpretazione maschile non protagonista: Samuel L. Jackson - Jungle Fever, regia di Spike Lee (USA)
- Prix de la mise en scène: Joel Coen - Barton Fink - È successo a Hollywood (Barton Fink) (USA)
- Premio per il contributo artistico: Europa, regia di Lars von Trier (Danimarca/Svezia/Francia/Germania/Svizzera)
- Grand Prix tecnico: Europa, regia di Lars von Trier (Danimarca/Svezia/Francia/Germania/Svizzera)
- Caméra d'or: Toto le Héros, regia di Jaco van Dormael (Francia/Belgio/Germania)
- Caméra d'or - Menzione speciale: Istantanee (Proof), regia di Jocelyn Moorhouse (Australia) ex aequo Sam & Me, regia di Deepa Mehta (Canada)
- Premio FIPRESCI: La doppia vita di Veronica (La double vie de Véronique), regia di Krzysztof Kieślowski (Francia/Polonia/Norvegia) ex aequo Riff Raff - Meglio perderli che trovarli (Riff-Raff), regia di Ken Loach (Gran Bretagna)
- Premio della giuria ecumenica: La doppia vita di Veronica (La double vie de Véronique), regia di Krzysztof Kieślowski (Francia/Polonia/Norvegia)
  - Premio della giuria ecumenica - Menzione speciale: La bella scontrosa (La belle noiseuse), regia di Jacques Rivette (Francia/Svizzera) ex aequo Jungle Fever, regia di Spike Lee (USA)